# جمهوری کوبا (۱۹۵۹–۱۹۰۲)
جمهوری کوبا (اسپانیایی: República de Cuba) از ۱۹۰۲ تا ۱۹۵۹، اشاره به دوره تاریخی در کوبا از سال ۱۹۰۲، زمانی که کوبا از زیر سلطه حکومت ایالات متحده پس از جنگ اسپانیا و آمریکا که طی آن حاکمیت کوبا از اسپانیا در سال ۱۸۹۸ به آمریکا منتقل شد خارج شد تا انقلاب کمونیست‌ها در سال ۱۹۵۹ می‌باشد.

## جنگ ۱۸۹۵
در ۱۸۹۲ یک مخالف تبعید شده به نام خوزه مارتی، حزب انقلابی کوبا را در نیویورک پایه‌ریزی کرد. هدف این حزب استقلال کوبا از اسپانیا بود. در ۱۸۹۵، خوزه مارتی برای پیوستن به تلاش‌های ماکسیمو گومز به مونته کریستی و سانتو دومینگو رفت. مارتی دیدگاه‌های سیاسی خود را در بیانیهٔ مونته کریستی به تحریر درآورد. جنگ علیه نیروهای نظامی اسپانیا در ۲۴ فوریه ۱۸۹۵ در کوبا آغاز شد. اما مارتی تا آوریل ۱۸۹۵ نتوانست خود را به کوبا برساند. مارتی در دوس ریوس در ۱۹ می ۱۸۹۵ کشته شد. مرگ او او را به قهرمان ملی کوبا بدل کرد.
حدود ۲۰۰ هزار اسپانیایی کوبا را به توپ بستند. فرماندهٔ نظامی کوبا مردم را کمپ‌هایی فرستاد. در میان بین ۲۰۰٬۰۰۰ تا ۴۰۰٬۰۰۰ شهروند کوبایی بر اثر گرسنگی یا بیماری در این کمپ‌ها جان باختند.

## استقلال از اسپانیا
کوبا تا پایان جنگ اسپانیا-آمریکا در ۱۸۹۸ همچنان مستعمره اسپانیا باقی‌ماند. پس از جنگ آمریکا-اسپانیا، این دو کشور معاهده‌ای به نام معاهدهٔ پاریس را در ۱۸۹۸ امضا کردند که طی آن اسپانیا کشورهای پورتوریکو، فیلیپین و گوام را به ازای جمعاً ۲۰ میلیون دلار به آمریکا واگذر کرد. در یک پیمان مشابه، اسپانیا متعهد شد که از پادشاهی بر کوبا چشم پوشی کند. تئودور روزولت که در جنگ آمریکا-اسپانیا شرکت کرده بود و تا اندازه‌ای نیز به جنبش‌های استقلال خواهانه روی خوش نشان می‌دهد، در ۱۹۰۱ پس از مک کینلی به عنوان رئیس‌جمهور آمریکا انتخاب شد و معاهده را واگذار کرد. به این شکل کوبا در ۱۹۰۲ به صورت رسمی از آمریکا مستقل شد و نام جمهوری کوبا به خود گرفت. تحت شرایط جدید کوبا، آمریکا حق مداخله در امور داخلی کوبا و همچنین روابط اقتصادی و سیاسی اش با دیگر کشورها را برای خود محفوظ نگه داشت.
بین ۱۹۵۳ و ۱۹۵۹ انقلاب کوبا اتفاق افتاد که منجر به براندازی دیکتاتوری فولخنثیو باتیستا ثالدیوار و روی کار آمدن دولت جدید به رهبری فیدل کاسترو گردید.
در سال ۱۹۵۲ استقلال خود را از اسپانیا اعلام کرد.